# Civitan International
A Civitan International egy olyan amerikai önkéntes szervezet, amelynek célja az anyagilag vagy fizikailag segítséget igénylő emberek megsegítése.

## Feladatuk
A Civitannak több, mint 40 000 tagja van a világon, több tucat országban. Idősebbek, fiatalok, akadnak köztük középiskolások és egyetemisták, akik mind aktív társadalmi munkát végeznek azért, hogy segítsenek azokon a rászoruló embertársaikon. Ez lehet akár anyagi, fizikai, szellemi vagy lelki segítség egyaránt. A Civitanok klubokban végzik a tevékenységüket, ahol kamatoztathatják tehetségüket, vezetői képességeiket, miközben szolgálatukkal jó honpolgárként a társadalom hasznára válnak.

## Története
A Civitant 1917-ben alapította alabamai üzletemberek csoportja. A szó gyökere a latin 'civis', ami polgárit, illetve polgárt jelent. A Civitan-klubok sokszínűsége, különböző arculatot ad, a különböző országok Civitan-mozgalmainak. Így például az Amerikai Egyesült Államokban, ahol a fő zászlóvivő program a Civitan Nemzetközi Kutatóközpontjának a támogatása. Ebben a kutatóközpontban a születési és fejlődési rendellenességek okait kutatják, illetve kutatásaik révén, segítséget próbálnak nyújtani a sérült emberek életminőségének javításához. Ez a központ Birminghamben, Alabama államban működik. Itt van a nemzetközi Civitan-központ is.

## Elérhető célok
Norvégiában, ahol az európai központ is található, vagy Németországban egészen más a klubok arculata, mivel a tagságot főleg jómódú, nyugdíjas korú emberek alkotják akik képesek másokon segíteni. A különböző országok különböző törvényei különféle módokat engednek, például adományok gyűjtésére. Ez is sokszínűvé teszi a Civitan-mozgalmat. Európában, gyakorta az országhatárokon átnyúló Civitan-körzetek alakultak ki.

## Magyar mozgalom
A magyarországi klubok arculata is sokszínű. Magyarországon azonban a klubok csak kisebb mértékben segítik a fizikailag, vagy szellemileg sérült hátrányos helyzetű embereket, a fő hangsúly gyakorta az anyagi segítségnyújtáson van. Sok az olyan Civitan-klubtagok száma Magyarországon, akik önmaguk is valamilyen mértékben rászorultak.

## Civitan-tisztségek
A körzet élén a kormányzó áll, irányítói tevékenységét demokratikus elven a korábbi kormányzóval, a következő megválasztott kormányzóval és az alkormányzókkal, valamint a titkárral végzi. A vezetőség tagjait két évente, demokratikus úton a klubok küldött gyűlése választja meg.

## Klubok működése
A klubok vezetőségeinek a tagjai: az elnök, a klubtitkár és a kincstárnok. A klubok munkájukat önállóan végzik, arculatukat saját maguk választják meg. Évente beszámolót készítenek tevékenységükről az országos vezetőségnek.